# عمر هيرمانسن
عمر هيرمانسن (بالدنماركية: Svend Omar Hermansen)‏ (14 سبتمبر 1913 – 16 فبراير 1998) هو ملاكم دنماركي راحل، مثّل بلاده في الألعاب الأولمبية الصيفية 1936.

## روابط خارجية
عمر هيرمانسن على موقع أوليمبيديا (الإنجليزية)